# Servant
Servant és un municipi francès situat al departament del Puèi Domat i a la regió d'Alvèrnia-Roine-Alps. L'any 2007 tenia 558 habitants.

## Demografia

### Població
El 2007 la població de fet de Servant era de 558 persones. Hi havia 244 famílies de les quals 80 eren unipersonals (28 homes vivint sols i 52 dones vivint soles), 88 parelles sense fills, 52 parelles amb fills i 24 famílies monoparentals amb fills.
La població ha evolucionat segons el següent gràfic:
Habitants censats

### Habitatges
El 2007 hi havia 426 habitatges, 249 eren l'habitatge principal de la família, 154 eren segones residències i 23 estaven desocupats. 405 eren cases i 18 eren apartaments. Dels 249 habitatges principals, 196 estaven ocupats pels seus propietaris, 44 estaven llogats i ocupats pels llogaters i 8 estaven cedits a títol gratuït; 6 tenien una cambra, 24 en tenien dues, 60 en tenien tres, 75 en tenien quatre i 83 en tenien cinc o més. 164 habitatges disposaven pel capbaix d'una plaça de pàrquing. A 106 habitatges hi havia un automòbil i a 106 n'hi havia dos o més.

### Piràmide de població
La piràmide de població per edats i sexe el 2009 era:
| Homes | Edats   | Dones |
| ----- | ------- | ----- |
| 4     | 95 o +  | 0     |
| 0     | 90 a 94 | 4     |
| 0     | 85 a 89 | 8     |
| 4     | 80 a 84 | 12    |
| 16    | 75 a 79 | 20    |
| 28    | 70 a 74 | 28    |
| 20    | 65 a 69 | 20    |
| 8     | 60 a 64 | 20    |
| 24    | 55 a 59 | 12    |
| 16    | 50 a 54 | 20    |
| 24    | 45 a 49 | 20    |
| 12    | 40 a 44 | 16    |
| 12    | 35 a 39 | 20    |
| 16    | 30 a 34 | 8     |
| 16    | 25 a 29 | 4     |
| 12    | 20 a 24 | 20    |
| 8     | 15 a 19 | 8     |
| 20    | 10 a 14 | 8     |
| 12    | 5 a 9   | 12    |
| 8     | 0 a 4   | 16    |

## Economia
El 2007 la població en edat de treballar era de 335 persones, 218 eren actives i 117 eren inactives. De les 218 persones actives 195 estaven ocupades (121 homes i 74 dones) i 23 estaven aturades (8 homes i 15 dones). De les 117 persones inactives 41 estaven jubilades, 30 estaven estudiant i 46 estaven classificades com a «altres inactius».

### Ingressos
El 2009 a Servant hi havia 224 unitats fiscals que integraven 492,5 persones, la mediana anual d'ingressos fiscals per persona era de 15.988 €.

### Activitats econòmiques
Dels 15 establiments que hi havia el 2007, 1 era d'una empresa alimentària, 5 d'empreses de construcció, 2 d'empreses de comerç i reparació d'automòbils, 4 d'empreses d'hostatgeria i restauració, 1 d'una empresa financera, 1 d'una entitat de l'administració pública i 1 d'una empresa classificada com a «altres activitats de serveis».
Dels 5 establiments de servei als particulars que hi havia el 2009, 1 era una funerària, 1 fusteria, 1 electricista, 1 perruqueria i 1 restaurant.
Dels 2 establiments comercials que hi havia el 2009, 1 era una botiga de menys de 120 m² i 1 una fleca.
L'any 2000 a Servant hi havia 45 explotacions agrícoles que ocupaven un total de 1.775 hectàrees.

## Equipaments sanitaris i escolars
El 2009 hi havia una escola elemental.

## Poblacions més properes
El següent diagrama mostra les poblacions més properes.